# Amiota clavata
Amiota clavata este o specie de muște din genul Amiota, familia Drosophilidae, descrisă de Toyohi Okada în anul 1960. Conform Catalogue of Life specia Amiota clavata nu are subspecii cunoscute.